# Xestocephalus antimachus
Xestocephalus antimachus är en insektsart som beskrevs av Rauno E. Linnavuori 1979. Xestocephalus antimachus ingår i släktet Xestocephalus och familjen dvärgstritar. Inga underarter finns listade i Catalogue of Life.